# 隆福乡
隆福乡，是中华人民共和国广西壮族自治区河池市都安瑶族自治县下辖的一个乡镇级行政单位。

## 行政区划
隆福乡下辖以下地区：
隆福村、上梅村、百黄村、六山村、大崇村、崇山村、隆旺村、渔洞村和葛家村。